# Florianópolis (stad)
Florianópolis is een stad en gemeente in het zuiden van Brazilië. De stad wordt ook wel Floripa of Ilha da Magia (eiland van magie) genoemd. Het is de hoofdstad van de staat Santa Catarina, met 537.213 inwoners in 2022. Florianópolis is de tweede grootste gemeente van de staat en de 47e grootste van Brazilië; de grootstedelijke regio is de 21e grootste van het land. Florianópolis is bekend om zijn zeer hoge levenskwaliteit en is de twee na beste stad in Brazilië qua HDI (0,847), na São Caetano do Sul (0,862) en Águas de São Pedro (0,854). De gemeente ligt voor 97% op het eiland Santa Catarina en 3% op het vasteland.  
De economie van Florianópolis is sterk gebaseerd op informatietechnologie, toerisme en dienstensector. De stad heeft meer dan 42 stranden en is een centrum van wateractiviteiten. Het Amerikaanse tijdschrift Newsweek beschouwde de stad als "een van de tien meest dynamische steden ter wereld" in 2006. The New York Times bevestigde in 2009 dat Florianópolis de "feestbestemming van het jaar" was. Volgens Veja, een Braziliaans nieuws- en opinieblad, is Florianópolis de "beste stad om in te wonen in Brazilië". De Organisatie der Verenigde Naties voor Onderwijs, Wetenschap en Cultuur (UNESCO) beschouwt de stad als een van de "creatieve steden" van Brazilië, naast Curitiba.
De stad heeft een internationaal vliegveld, de luchthaven Hercílio Luz. De federale universiteit Universidade Federal de Santa Catarina (UFSC) bevindt zich ook op het eiland. 

## Etymologie
Tot 1893 heette de stad Nossa Senhora do Desterro, of kortweg Desterro. Deze naam betekent "Onze Lieve Vrouw van de verbanning" en verwijst naar de vlucht naar Egypte. De inwoners vonden de naam Desterro niet leuk omdat het negatieve connotaties opriep (verbannen stad, inwoners zijn bannelingen), ondanks de 'heilige' herkomst van het woord. Deze ontevredenheid leidde tot een aantal stemmingen om een nieuwe naam voor de stad te kiezen. Een van de voorgestelde namen was "Ondina", de naam van een mythologisch wezen dat de zeeën beschermt. Er werd toen geen beslissing genomen, totdat de gouverneur van de deelstaat, Hercílio Luz, de naam van de stad veranderde naar Florianópolis als eerbetoon aan Floriano Peixoto, de tweede president van de Verenigde Staten van Brazilië. De inwoners waren echter niet blij met deze beslissing, aangezien de stad een van de grootste verzetters was tegen het beleid van de president. Floriano Peixoto heeft namelijk opstanden in de stad onderdrukt door een leger te sturen en vermoordde ongeveer 300 burgers op het eiland van Anhatomirim. Menigeen beschouwt de nieuwe naam als een vernedering voor de inwoners, die symbool staat voor hun nederlaag tegen Floriano's beleid. Er zijn nog steeds inwoners die ontevreden zijn met de huidige naam en een nieuwe naam eisen.

## Hercílio Luz-brug

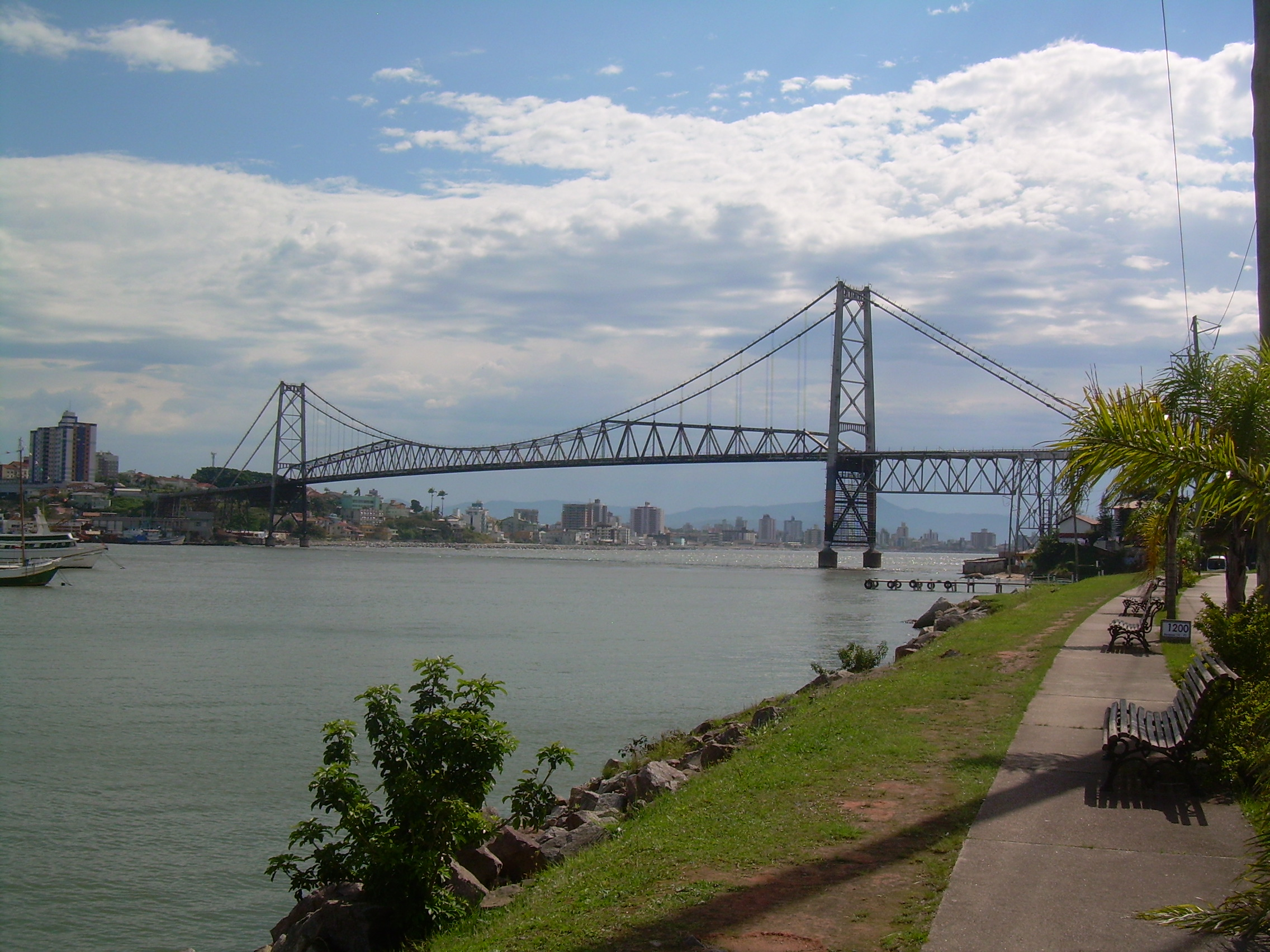
Hercílio Luz-brug

De Hercílio Luz-brug in Florianópolis was de eerste brug die het eiland van Santa Catarina met het vasteland verbond. De brug is 340 meter lang en is nu nog steeds de langste hangbrug in Brazilië. De brug is het bekendste symbool van de stad, herkenbaar overal in Brazilië, en komt vaak voor in aandenkens en ansichtkaarten.
De brug is ontworpen door het bedrijf Robinson & Steinman en gebouwd door de American Bridge Company. De bouw duurde van 1922 tot 1926. De brug is vernoemd naar Hercílio Luz, een voormalig gouverneur van de deelstaat Santa Catarina. De brug moest in 1991 om veiligheidsredenen gesloten worden nadat uit inspecties bleek dat delen van de brug versleten waren. In 2005 begon de restauratie van de brug, maar het duurde tot 2020 totdat het voltooid was. Voorlopig is de brug alleen toegankelijk voor voetgangers, fietsers en het openbaar vervoer. 

## Aangrenzende gemeenten
De gemeente grenst aan São José. En over water (Baía Norte en Baía Sul) met Biguaçu, Governador Celso Ramos en Palhoça.

## Indeling

### Stranden
De gemeente Florianópolis telt 42 stranden.

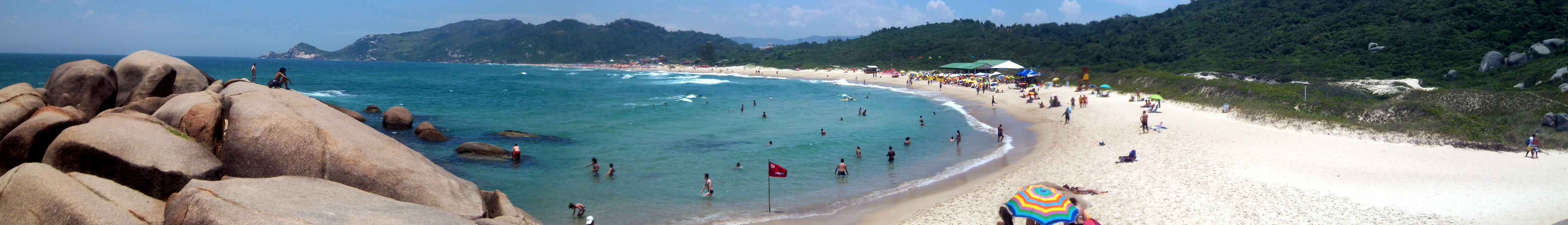
Panoramisch zicht van het strand Praia Mole

### Districten
De gemeente is verdeeld in 12 districten:
- Barra da Lagoa
- Cachoeira do Bom Jesus
- Campeche
- Canasvieiras
- Ingleses do Rio Vermelho
- Lagoa da Conceição
- Pântano do Sul
- Ratones
- Ribeirão da Ilha
- Santo Antônio de Lisboa
- São João do Rio Vermelho
- Centro

Elf van de twaalf districten bevinden zich geheel op het eiland Santa Catarina. Alleen het district Centro, waarvan het grootste deel zich bevindt op het eiland, strekt zich ook uit naar het vasteland.

### Wijken
De belangrijkste wijken in de gemeente zijn:
- Abraão
- Agronômica
- Armação do Pântano do Sul
- Balneário
- Barra da Lagoa
- Bom Abrigo
- Cachoeira do Bom Jesus
- Cacupé
- Campeche
- Canasvieiras
- Canto
- Capoeiras
- Carianos
- Centro
- Coloninha
- Coqueiros
- Córrego Grande
- Costeira do Pirajubaé
- Daniela
- Estreito
- Ingleses do Rio Vermelho
- Itacorubi
- Itaguaçu
- Jardim Atlântico
- João Paulo
- Joaquina
- José Mendes
- Jurerê
- Jurerê Internacional
- Lagoa da Conceição
- Monte Cristo
- Monte Verde
- Outros
- Pantanal
- Pântano do Sul
- Ponta das Canas
- Praia Brava
- Ratones
- Ribeirão da Ilha
- Rio Tavares
- Saco dos Limões
- Saco Grande
- Sambaqui
- Santa Mônica
- Santo Antônio de Lisboa
- São João do Rio Vermelho
- Tapera
- Trindade
- Vargem Grande
- Vargem Pequena

## Sport
Florianópolis heeft twee betaaldvoetbalclubs die meermaals zijn uitgekomen op het hoogste Braziliaanse profniveau. Figueirense FC is de recordkampioen van de staat Santa Catarina en speelt haar wedstrijden in het Orlando Scarpellistadion. Aartsrivaal Avaí FC heeft Ressacada als thuisbasis.

## Stedenbanden
Florianópolis heeft zusterbanden met de volgende steden:
- Mar del Plata, Argentinië
- Córdoba, Argentinië
- Luján, Argentinië
- Roanoke, Verenigde Staten
- Ibiza, Spanje
- Fray Bentos, Uruguay
- Viña del Mar, Chili
- Sendai, Japan
- Praia da Vitória, Portugal
- Ponta Delgada, Portugal
- Angra do Heroísmo, Portugal
- Porto, Portugal
- Saint-Étienne, Frankrijk
- Havana, Cuba
- Presidente Franco, Paraguay
- Fernando de la Mora, Paraguay
- Asuncion, Paraguay

## Bekende inwoners van Florianópolis

### Geboren
- Antônio Fernandes Quintino (1952), voetballer
- Carlos Moisés (1967), gouverneur van Santa Catarina[6]
- Fernando Scherer (1974), zwemmer
- Gustavo Kuerten (1976), tennisser
- Rafael Pires Vieira (1978), voetballer
- Jardel Nivaldo Vieira (1986), voetballer
- Douglas Franco Teixeira (1988), voetballer
- William Pottker (1993), voetballer